# RENFE-Baureihe 490
Als Baureihe 490 (fälschlich RENFE S-490, früher im Auftritt gegenüber den Reisenden Intercity 2000) bezeichneten die spanische Eisenbahngesellschaft RENFE breitspurige Hochgeschwindigkeitszüge mit Neigetechnik, die ab dem Jahre 1999 unter dem Markennamen Alaris zwischen Madrid und Valencia verkehrten. Mit der Eröffnung der Schnellfahrstrecke Madrid–Levante wurden die Züge zuerst auf andere Strecken versetzt und 2014 wegen Rissen in den Drehgestellrahmen abgestellt. Die Züge sind eine Variante des italienischen ETR 460 (Pendolino). Fahrplanmäßig wurden Geschwindigkeiten bis 200 km/h erreicht.

## Vorgeschichte
Ende Oktober 1994 schrieb die RENFE zehn elektrische Triebzüge unter der Bezeichnung „Inter-City 2000“ für den Schnellverkehr zwischen Madrid und Valencia aus. Vier Monate später lagen drei Angebote vor: CAF bot einen Zug mit elektrischer Ausrüstung von (wahlweise) ABB oder Siemens an; dessen Entwicklung war noch nicht abgeschlossen. GEC Alsthom und Fiat boten einen aus dem italienischen Pendolino abgeleiteten Zug an. Talgo bot einen Talgo Pendular mit zwei Triebköpfen, fünf bis sechs Mittelwagen und passiver Neigetechnik. Die Züge sollten die damals rund 30 Jahre alten Talgo-III-Züge ersetzen.
Ende Januar 1996 bestellte die RENFE bei GEC Alsthom (als Generalunternehmer) und Fiat zehn dreiteilige Neigetechnikzüge zum Stückpreis von 870 Millionen Peseten. Die Züge sind aus dem ETR 460 abgeleitet und waren in ähnlicher Form bereits in anderen Ländern Europas im Einsatz. Sie sind in der Lage, die Höchstgeschwindigkeit auf den für 200 km/h ausgebauten Abschnitten der Strecke Madrid–Valencia auszunutzen. Der Vertrag mit Fiat und Alstom umfasste dabei die Lieferung von 10 dreiteiligen Triebzügen mit aktiver Neigetechnik der Reihe 490 sowie eine Option über die Lieferung von weiteren 14 Einheiten, die später aber nicht eingelöst werden sollte.
Die Züge wurden im Alstom-Werk in Santa Perpètua de Mogoda (bei Barcelona) gebaut. Die Auslieferung begann in der zweiten Jahreshälfte 1998. Für die Instandhaltung durch den Generalunternehmer Alstom entstand am Bahnhof Madrid Atocha eine dreigleisige Wagenhalle. Bei Ablieferung hießen die Züge Intercity 2000 und wiesen nur eine Wagenklasse auf. Noch bevor der kommerzielle Einsatz begann, wurden die Züge auf zwei Wagenklassen umgebaut.
Sie kamen ab 16. Februar 1999 als Alaris – der kommerzielle Name von RENFE Grandes Líneas für die hochwertigen Verbindungen auf der Strecke Madrid–Valencia – zum Einsatz. Durch gezielte Ausbauten wurde die zulässige Höchstgeschwindigkeit auf 280 der 480 Streckenkilometer auf 200 bzw. 220 km/h angehoben. Die kürzeste Reisezeit zwischen Madrid und Valencia verkürzte sich damit auf 207 Minuten. Ende 2000 wurden täglich bis zu zehn Zugpaare zwischen Madrid und Valencia mit den Triebzügen angeboten.

## Technik
Die dreiteiligen Züge basieren auf den in Italien eingesetzten ETR 470, von denen die Aluminium-Wagenkasten und die elektrische Ausrüstung übernommen wurden. Das Design mit der charakteristischen Schnauze stammt von Giorgio Giugiaro.
Die Drehgestelle mit der Neigetechnik mussten an die iberische Breitspur (1668 mm) angepasst werden. Vier in Längsrichtung unter dem Wagenboden aufgehängte Fahrmotoren treiben jeweils über eine Gelenkwelle die inneren Achsen der Drehgestelle der Endwagen an. Der Mittelwagen hat keinen Antrieb, was für das Pendolinokonzept eher unüblich ist.
Die vier Fahrmotoren erbringen eine Leistung von je 510 kW. Die Energiezuführung erfolgt über zwei Stromabnehmer auf dem antriebslosen Mittelwagen.
Die Führerstandsenden sind mit durch eine Abdeckklappe verdeckten Scharfenbergkupplungen mit Kontaktaufsatz ausgerüstet, die Vielfachsteuerung ermöglicht das Kuppeln von bis zu drei Einheiten.
Die Neigetechnik erlaubt es, Bögen mit einer Seitenbeschleunigung von 1,8 m/s² (statt 1,0 m/s²) zu durchfahren.

## Fahrgastraum
Der Großraumbereich der ersten Klasse befindet sich in einem Endwagen. Die zweite-Klasse-Großraumbereiche befinden sich im anderen Endwagen, sowie in der Hälfte des Mittelwagens, wo sich auch ein Behindertenabteil befindet. Die andere Hälfte des Mittelwagens wird von der Küche und einem Bistrobereich belegt.
Alle Großräume sind mit Reihenbestuhlung ausgerüstet. In jedem Großraum blicken jeweils die Hälfte der Sitze in Fahrtrichtung, wobei sich in der Mitte des Fahrgastraums eine Sitzgruppe in Vis-à-vis-Bestuhlung befindet.
Von 160 Sitzplätzen entfallen 49 auf die erste Klasse.

## Dienstleistung
Dienstleistungen und Komfort vor und während der Fahrt richten sich nach dem Standard der Luftfahrtindustrie. Wie bei anderen spanischen Fernzügen (AVE, Euromed, Arco und Talgo) ist die Benutzung reservierungspflichtig.

### 1. Klasse(Preferente)
Die erste Klasse heißt Preferente und ist in einem Endwagen untergebracht. Im Großraumabteil sind jeweils auf einer Seite des Mittelgangs eine Zweiersitzgruppe, auf der anderen Seite ein Einzelsitzplatz angeordnet. Jeder Sitzplatz verfügt über einen Klapptisch, Anschlüsse für Audio/Video, Papierkorb, eigene Armlehnen, Fußstützen und verstellbare Rückenlehnen.
Im Fahrpreis der ersten Klasse sind neben dem eigentlichen Transport die folgenden Dienstleistungen eingeschlossen:
- Gratisparkplatz am Abgangsbahnhof (24 Stunden für eine einfache Fahrkarte, 48 Stunden für eine Rückfahrkarte)
- Zugang zur Lounge am Abgangsbahnhof
- Zeitung
- Willkommensgetränk und Verpflegung am Platz

### 2. Klasse(Turista)
Die zweite Klasse heißt Turista und ist im anderen Endwagen sowie in der Hälfte des Mittelwagens untergebracht. In den Großraumabteilen sind jeweils auf beiden Seiten des Mittelgangs eine Zweiersitzgruppe angeordnet. Der Komfort der Sitze ist ähnlich wie in der ersten Klasse, außer dass sich in der Mitte der Sitzgruppe eine gemeinsame Armlehne befindet sowie der Sitzabstand und die Sitzbreite geringer sind als in der ersten Klasse.

## Betrieb

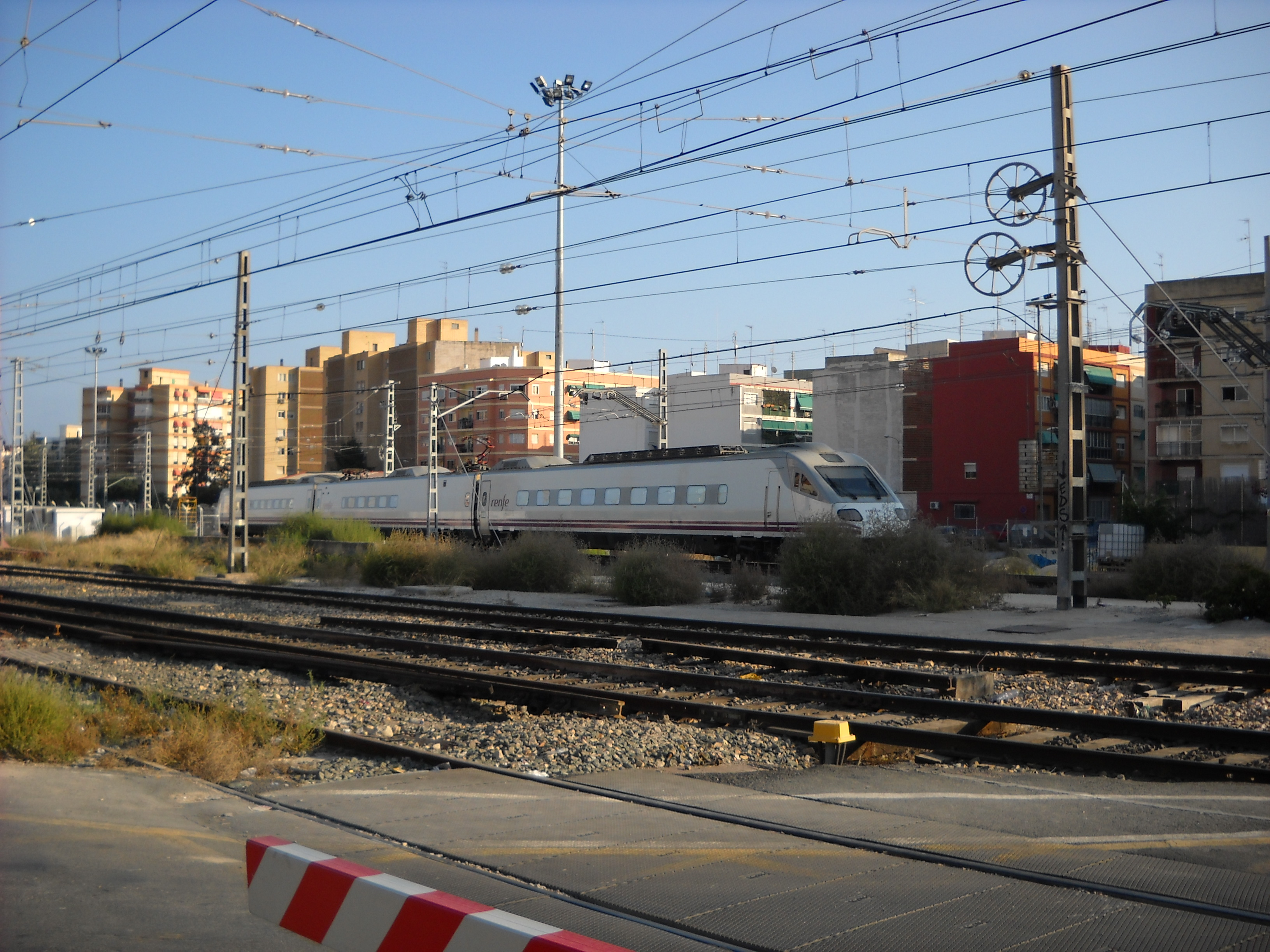
Alaris auf dem Weg nach Alicante

Die Züge wurden ab dem 16. Februar 1999 auf der Strecke Madrid–Albacete–Xàtiva–Valencia eingesetzt.
Anfang 2007 verkehrten elf Zugpaare Madrid–Valencia, wovon zwei nach Castellón de la Plana und eines nach Gandia weiter geführt wurden. Die Reisezeit zwischen Madrid und Valencia betrug 3 Stunden und 20 Minuten, wurde aber mit dem Ausbau der Strecke weiter verkürzt. Die Neigetechnik trug nur zwei Minuten zur Reisezeitverkürzung bei und diente demzufolge mehr der Reisekomforterhöhung.
Nach der Eröffnung der Schnellfahrstrecke Madrid–Levante im Dezember 2010 wurden die Züge auf der Verbindung Alcázar de San Juan–Albacete–Valencia eingesetzt. Weiter wurde eine tägliche Verbindung Valencia–Barcelona bedient.
Ab Juni 2013 ersetzten die Züge der Baureihe 490 Einheiten der Reihe 449 auf der Verbindung Sevilla–Huelva. Nachdem im August 2013 bei Unterhaltungsarbeiten Ermüdungsrisse an den Drehgestellrahmen gefunden wurden, wurde Züge der Baureihe abgestellt. Die Leistungen wurden durch anderes Rollmaterial übernommen oder durch Ersatzverkehr auf der Straße abgedeckt. Im Juni 2014 waren nochmals drei reparierte Züge kurz im Einsatz, bevor sie erneut abgestellt wurden.
Im Mai 2022 verkündete Renfe eine erneute Aufarbeitung von sechs Zügen der Baureihe 490 mit der Absicht, sie zukünftig auf Mittelstreckenverbindungen einzusetzen. Neben einer umfassenden Reparatur ist auch die Nachrüstung mit ERTMS und GSM-R sowie eine Neugestaltung des Innenraumes vorgesehen. Durch den Ausbau des Buffetbereichs erhöht sich die Kapazität einer Einheit von 160 auf 173 Sitzplätze, zwei davon für Personen mit eingeschränkter Mobilität. Die sechs Züge sollen nach derzeitigen Planungen ab 2025 auf den Verbindungen von Pamplona und Logroño mit Saragossa zum Einsatz kommen.